# Honorowi Obywatele Miasta Przemyśla

Herb Przemyśla

Tradycja nadawania honorowego obywatelstwa sięga w Przemyślu, podobnie jak w innych miastach galicyjskich połowy XIX w. Pierwszy tytuł Rada Miejska przyznała w 1858 (w Rzeszowie – 1849, Krakowie – 1850, Jarosławiu – 1857, Sanoku – 1867).
| Honorowy Obywatel                | Data nadania         | Uwagi    |
| -------------------------------- | -------------------- | -------- |
| Henryk Saar                      | październik 1858     | -        |
| Franciszek Ksawery Wierzchlejski | 31 lipca 1860        | -        |
| Grzegorz Jachimowicz             | 31 lipca 1860        | -        |
| Richard Belcredi                 | 6 października 1866  | -        |
| Agenor Romuald Gołuchowski       | 28 października 1867 | -        |
| Juliusz Paszyński                | 2 lipca 1873         | -        |
| Jan Matejko                      | 28 lipca 1873        | -        |
| Maciej Hirschler                 | 11 kwietnia 1880     | -        |
| Józef Hoppe                      | 13 września 1881     | -        |
| Tomasz Polański                  | 1 czerwca 1882       | -        |
| Leopold Hauser                   | 22 listopada 1882    | -        |
| Aleksander Dworski               | 1884                 | -        |
| Franciszek Jan Smolka            | 29 marca 1893        | [ 1 ]    |
| Adam Stanisław Sapieha           | 11 października 1894 | [ 2 ]    |
| Eustachy Stanisław Sanguszko     | 21 marca 1895        | -        |
| Kazimierz Badeni                 | 21 marca 1895        | -        |
| Stanisław Marcin Badeni          | 20 czerwca 1912      | [ 3 ]    |
| Leonard Tarnawski                | listopad 1925        | -        |
| Józef Piłsudski                  | 6 sierpnia 1929      | -        |
| Wincenta Tarnawska               | 11 listopada 1938    | lub 1936 |
| Stefan Momidłowski               | 1944                 | -        |
| Aleksandr P. Iwanow              | 1944/1982            | [ 5 ]    |
| Franciszek Witek                 | 1984                 | -        |
| Zbigniew Brzeziński              | 3 lipca 1990         | -        |
| Leonard Chrzanowski              | 16 listopada 1990    | -        |
| Maria Teresa Wolfs-Monfils       | 9 maja 1992          | -        |
| Władysław Dec                    | 20 stycznia 1993     | -        |
| Emil Czerny                      | 20 stycznia 1993     | -        |
| Ignacy Tokarczuk                 | 26 kwietnia 1993     | -        |
| Wilhelm Lüke                     | 20 października 1997 | -        |
| Heidi Wernerus-Neumann           | 20 października 1997 | -        |
| Jan Paweł II                     | 3 maja 2003          | -        |
| Przemysław Bystrzycki            | 30 kwietnia 2004     | -        |
| Bolesław Taborski                | 28 października 2004 | -        |
| Stanisław Zarych                 | 25 kwietnia 2005     | -        |
| Tadeusz Bałdowski                | 5 października 2005  | -        |
| Tadeusz Niemiec                  | 27 października 2005 | -        |
| Bronisław Żołnierczyk            | 26 kwietnia 2006     | -        |
| Józef Michalik                   | 25 stycznia 2007     | -        |
| Henryk Jaskuła                   | 24 kwietnia 2008     | -        |
| Marek Bojarski                   | 16 kwietnia 2012     | -        |
| Jan Draus                        | 16 kwietnia 2012     | -        |
| Adam Wodnicki                    | 25 kwietnia 2013     | -        |
| Jan Jawornicki                   | 17 czerwca 2017      | -        |
| Przemysław Babiarz               | 26 października 2017 | -        |
| Marek Kuchciński                 | 12 kwietnia 2018     | -        |